# Chen Guangcheng
Acesta este un nume chinezesc; numele de familie este Chen.

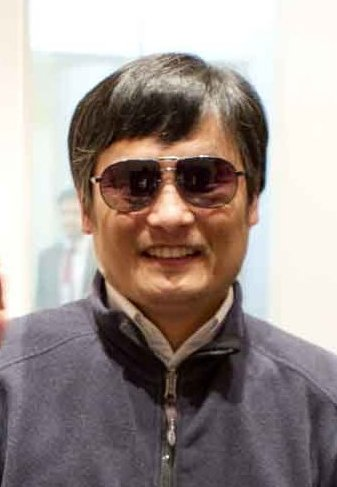
Chen Guangcheng (2012)

Chen Guangcheng (chineză tradițională: 陳光誠; chineză simplificată: 陈光诚, pinyin: Chén Guāngchéng) (n. 12 noiembrie 1971, Dongshigu⁠(d), Shuanghou Town⁠(d), Shandong, Republica Populară Chineză) este un activist civic și luptător pentru drepturile omului din China.
Chen, care este orb din copilărie, s-a angajat în special împotriva politicii Republicii Populare Chineze a copilului unic.
Maseur de profesie, Chen este autodidact în materie de științe juridice. Activitatea care l-a pus în conflict cu autoritățile comuniste chineze este de a-i fi sfătuit pe locuitorii satului natal din provincia Shandong împotriva sterilizărilor forțate și a avorturilor forțate. Pentru această activitate a fost numit de către revista TIME Magazine ca fiind unul dintre cele mai influente persoane ale anului 2006 la categorie „Heroes and Pioneers”.
La data de 6 septembrie 2005 Chen a fost pus sub arest la domiciliu. În martie 2006 a fost arestat împreună cu un văr și cu un vecin, arestare care a fost anunțată oficial în iunie 2006.
La 18 august 2006 a fost condamnat la 4 ani și trei luni închisoare. La recurs, condamnarea a fost anulată din cauza unei greșeli de procedură care se făcuse, dar la un nou proces a fost condamnat la aceeași pedeapsă. La un nou recurs la o instanță superioară, pedeapsa a fost confirmată la 12 ianuarie 2007.
În ianuarie 2010 a fost eliberat de la închisoare, dar a fost pus, practic, sub arest la domiciliu.
În aprilie 2012 a reușit să dispară din arestul la domiciliu, refugiindu-se la ambasada SUA din Beijing. După ce a stat 6 zile la ambasadă, a părăsit-o însoțit de ambasadorul SUA în China, și s-a internat într-un spital.

## În SUA
La data de 19 mai 2012 Chen, soția și cei 2 copii ai lor au părăsit China și s-au stabilit în SUA. Locuiesc într-o locuință pusă la dispoziția lor la Greenwich Village de către New York University. A început să studieze limba engleză și are întâlniri cu cadre universitare din domeniul juridic. Chen se pregătește să-și scrie autobiografia, care probabil va fi publicată în toamna anului 2013.
La data de 29 mai 2012 Chen a publicat un articol de fond în New York Times în care critică guvernul chinez și Partidul Comunist Chinez pentru „pedepsirea ilegală a mea și a familiei mele în ultimii șapte ani.” 

## Premii și distincții
- Premiul Ramon Magsaysay, 2007[8]